# 和順寮
和順寮，原稱為和順藔，是臺灣臺南市安南區的一個傳統地域名稱，位於該區東部。其範圍大致包括東和里、塭南里、州北里、中沙里東南端、州南里、安順里、新順里、安和里不含西南端、安東里不含西南部、安慶里東部南側三角地帶。

## 歷史
台灣日治初期，和順寮地區為一街庄，稱為「和順藔庄」（舊制街庄），隸屬於外武定里。該庄昔日北與六塊藔庄、大洲庄為鄰，東及南隔鹽水溪與三崁店庄、鹽行庄、六甲頂庄為界，西邊為安順藔庄。
1901年（日治明治三十四年）11月11日，全台廢縣廳改設二十廳，該庄隸屬於臺南廳。1904年（明治三十七年）3月31日，該庄編入「外武定區」，隸屬於臺南廳。1909年（明治四十二年）10月25日，全台合併二十廳為十二廳，外武定區仍隸屬於臺南廳。1920年（大正九年）10月1日，全台地方制度大改正，廢十二廳改設五州二廳，該庄改制並雅化為「和順寮」大字，隸屬於臺南州新豐郡安順庄（新制街庄）。
戰後安順庄改制為安順鄉，隸屬於臺南縣，大字亦改制為村。1946年（民國35年）3月10日，安順鄉併入省轄臺南市，改制並改名為安南區，村亦改制為里。2010年（民國99年）12月25日，臺南縣、市合併為直轄臺南市，安南區仍隸屬於臺南市。

## 聚落
本地區發展較早的聚落為新和順寮、舊和順寮、外塭仔寮、中洲寮、五塊寮，在日治初期的官方地圖上已有記載。

## 交通
省道台19線又稱「中央公路」，是彰化市與永康區之間的另一條幹道，經過本地區中西部的中洲藔聚落、外塭藔聚落、舊和順藔聚落東郊。由該道路北行可前往安定區西部、西港區、佳里區、學甲區、鹽水區等地；南行可前往永康區西部，並止於六甲頂地區的省道台1線轉角路口。
區道南133線是樹谷至港口南的道路，其南側端點位於本地區北部近邊界地帶外塭仔聚落內的環福街路口。

## 境內設施
學校
- 臺南市安南區和順國民小學
- 臺南市安南區安順國民小學
- 臺南市立安順國民中學

警消機構
- 臺南市政府警察局第三分局和順派出所
- 臺南市政府消防局第六大隊安和分隊

醫療機構
- 臺南市立安南醫院

體育機構
- 亞太國際棒球訓練中心

旅遊景點
- 國立臺灣歷史博物館